# Melomys burtoni
Melomys burtoni és una espècie de mamífer rosegador de la família dels múrids. Són rosegadors de mitjanes dimensions, amb una llargada de cap a gropa de 90 a 170 mm, una cua de 90 a 170 mm i un pes de fins a 120 g. És endèmica de l'ecozona d'Australàsia. Viu en prades altes, camps de papir, boscs oberts, clarianes en boscs humits tropicals, pantans, manglars i ceps de fins a 1.200 msnm.